# سمینار

تصویر یک سمینار

درس گروهی یا هم‌اندیشی یا همکاوی یا سمینار (به انگلیسی: seminar) نوعی درس در دانشگاه‌ها است که استاد واحد ندارد و جلسات سخنرانی استادان حول موضوع خاصی است. دسته ای از دانشجویان که تحت نظر یک استاد در رشته‌ای خاص به تحقیق و تتبع می‌پردازند سخنرانی‌هایی در آن رشته ترتیب می‌دهند. از زمره اهداف برگزاری درس گروهی این است که دانشجویان را با نمونه‌های عملی مسائلی که در پژوهش‌های میدانی و غیره پیش می‌آیند آشنا کنند. تعداد دانشجویان در جلسات درس گروهی معمولاً کمتر از کلاس‌های عادی دانشگاه است.
در درس‌های گروهی معمولاً به دانشجویان تکالیفی داده می‌شود تا به‌طور جمعی بر روی آن کار کرده و آن را به بحث بگذارند.
سمینار به نوع خاصی از رویدادها گفته می‌شود که در آن یک یا چند نفر سخن‌ران و ارائه‌دهندهٔ اصلی وجود دارند و درمورد یک موضوع خاص صحبت می‌کنند. معمولاً در سمینارهای موفق، سایر شرکت‌کنندگان نیز در بحث اصلی مشارکت می‌کنند و ارائه‌دهندگان اصلی بیش‌تر نقش تسهیل‌گر و هدایت‌کنندهٔ بحث‌ها را ایفا می‌کنند. گاهی این مشارکت صرفاً به پرسش و پاسخ میان شرکت‌کنندگان و سخن‌رانان محدود می‌شود.
شاید ملموس‌ترین رویدادهایی که با عنوان سمینار برگزار می‌شوند و درموردشان می‌شنویم، رویدادهایی با عنوان سمینار کارشناسی ارشد هستند که در آن‌ها دانشجوی کارشناسی ارشد در انتهای دورهٔ آموزشی خود به تحقیق درمورد یک موضوع خاص می‌پردازد و در یک سالن و در جمع اساتید و سایر دانشجویان به توضیح درمورد آن می‌پردازد و در انتها به سوالات آن‌ها پاسخ می‌دهد.

## ریشه‌شناسی
واژه سمینار یک واژه لاتین است که برگرفته از فعل سمیناریوم به معنی قطعه بذر می‌باشد. گرچه در زبان فارسی به این مفهوم درس گروهی می‌گویند اما معادل فارسی این واژه «همکاوی» معین گردیده.